# Фалкон (језеро)
Фалкон (енгл. Falcon Lake) је вештачко језеро у Сједињеним Америчким Државама и Мексику.  Налази се на територији америчке савезне државе Тексас и мексичке савезне државе Тамаулипас. Површина језера износи 339 km².